# Nabit
Le nabit est une langue gour parlée au Ghana et au Burkina Faso.

## Sources
- (en) Robyn Giffen, We begin to write : creating and using the first Nabit orthography, University of British Columbia, 2015 (DOI 10.14288/1.0074444, lire en ligne)